# تايتشي ياجامي
أمجد المعروف بالنسخة اليابانية بـتايتشي ياجامي (باليابانية: 八神 太一، بالروماجي: Yagami Taichi)، هو شخصية خياليّة في مسلسل الانمي الشهير ديجيمون والمعروف باللغة العربية بأبطال الديجيتال، وُلِد في 19 مايو عام 1988، هو فتى ياباني من مدينة أودايبا في طوكيو كان أحد الشخصيات الرئيسية في السلسلة الأولى وسلسلة الأفلام ديجيمون أدفنتشر تراي وأحد الشخصيات الثانوية في السلسلة الثانية.

## حياته
وُلِد تايتشي في التاسع عشر من مايو في عام 1988 في طوكيو في اليابان، والدته ربّة منزل ووالده رجل أعمال، وشقيقته الصُغرى هي هيكاري ثامنة أبطال الديجيتال في السلسلة الأولى في عام 1999 وأحد أبطال الديجيتال في السلسلة الثانية في عام 2002، انضم في الابتدائية إلى نادي كرة قدم وكان أحد أبرز لاعبي النادي، عاش مُنذ ولادته وحتى عام 1995 في حي هيكاريغاوكا في نيريما في طوكيو ثم إنتقل بعد ذلك مع عائلته إلى مدينة أودايبا، درس في مدارس أودايبا في جميع المراحل الدراسيّة، ثُم درس في إحدى جامعات طوكيو قبل أن يُصبح دبلوماسياً وسفيراً للأمم المُتحدة لدى العالم الرقمي.

## صفاته ومظهره
يُعد تايتشي فتى مرح جداً، حيث يهوى الممازحات بشتى أنواعها، كما أنه مُتهوّر جداً وطائش، ورُغم ذلك فهو مُحببوب بشكلٍ كبير لدى الجميع، وشجاع لدرجة المُخاطرة، يهوى عمل المقالب والمزاح الثقيل أحياناً، لديه شخصية القائد ويملك روح القيادة.
تايتشي ذو طولٍ مُتوسط وعيون عسلية وشعر بُني كثيف، نحيل بعض الشيء ولديه بشرة داكنة بعض الشيء، يرتدي ملابس رياضية في الكثير من الأحيان.

## التسلسل الزمني للأحداث

### فيلم: ديجيمون أدفنتشر (1995)

تايتشي مع كورومون.

في عام 1995 كان تايتشي يعيش مع والديّه سوسومو ويووكو وشقيقته الصغرى هيكاري (هند) وقط الأسرة ميكو في حي هيكاريغاوكا وهو أشهر حيّ سكني في مدينة نيريما اليابانية، وفي إحدى ليالي تلك السنة، خرجت بيّضة رقميّة غريبة من الكمبيوتر، تعتني شقيقته هيكاري بهذه البيّضة إلى أن فقست وخرج منها مخلوق لونه أسود صغير، اعتنى تايتشي مع شقيقته بهذا المخلوق إلى أن تطور إلى مخلوق ذو لون وردي يُدعى كورومون (ورد)، يتّربى كورومون في بيت تايتشي ويُحدث الكثير من المشاكل والفوضى، وفي يوم من الأيام يُصيب كورومون حالةً غريبة ليتطور إلى مخلوقٍ ديناصور عملاق يُسمى أقومون (رعد)، كان تايتشي يحاول منع دخول والديّه للغرفة كي لا يٌشاهدان أقومون، يقفز أقومون إلى الشارع مع هيكاري ويُلاحقهم تايتشي، يظهر فجأةً طائر عملاق خرج من ثُقب في السماء، يتقاتل معه أقومون أمام أنظار تايتشي وهيكاري، ثم يتطور أقومون إلى قريمون (صنديد)، ويُكمل القتال معه حتى يعودان إلى الثقب في السماء، بعد هذه الحادثة انتقلت أسرة تايتشي للعيش في مدينة أودايبا.

### ما بين 1995 و1999
في عام 1996 تعرّض تايتشي لصدمةٍ نفسيّة بسبب خطأه حينما أخرج شقيقته للعب معه في الحديقة العامة بالرغم من مرضها، مما جعلها تُصاب بالتهاب رئوي حاد كادت أن تفقد حياتها بسبب ذلك، والدة تايتشي قامت بصفعه بعد ذلك.

### مُسلسل: أبطال الديجيتال الجُزء الأول (1999)
في ظهيرة يوم 1 أغسطس عام 1999 كان تايتشي مع الأولاد في المُخيّم الصيفي في النشاط الذي أقامته مدرسة أودايبا الابتدائية، امتص التيار الغريب تايتشي مع بقيّة الأولاد إلى العالم الرقميّ، كان تايتشي هو الحدث الأبرز من بيّن بقيّة الأولاد لكوّنه دائماً شجاعاً في إتخاذ الأمور.
تعرف تايتشي على مٌرافقه أقومون (رعد)، وتعرف على هدف مجيئه إلى العالم الرقميّ رفقة الأولاد المُتبقين، وخاض عدة معارك مع الكثير من الوحوش مثل ديفيمون (الخفاش) وإيتيمون (قردون)، ثم عاد مرةً أخرى إلى العالم الرقميّ لإيجاد البطل الثامن، والتي كانت في نهاية الأمر شقيقته هيكاري (هند).
بعد أن ساهم مع الأولاد في القضاء على فامديمون (الوطواط) وإيجاد البطل الثامن، عاد مرةً أخرى إلى العالم الرقميّ، وخاض معارك مع سادة الظلام، وانتصر عليهم مع البقيّة، قبل أن يواجه آخر عدو وهو أبوكاليمون (جنجل) وهو أخطر عدو والمُتسبب في صُنع قوى الشر، ليستطيع في النهاية وبمُساعدة الجميع من القضاء عليه، ويعود مرةً أخرى إلى أودايبا.

### فيلم: ديجمون أدفنتشر «لعبتنا الحربية» (2000)
في 4 مارس عام 2000 يخوض تايتشي رفقة عدد من الأولاد معركة داخل بيانات الحاسوب مع إحدى الفيروسات، ونتيجةً لاتحاده مع ياماتو (يامن) استطاعا تشكّل مُقاتل نتيجة اتحاد وار قريمون وميتال قابومون، ليقضيا في النهايّة على الفايروس.

### ما بين مارس 2000 و2002

تايتشي في عام 2002.

في مايو عام 2000 عاد تايتشي مع أبطال الديجيتال إلى العالم الرقمي بطلبٍ من جيناي (زاجل)، من أجل تحرير القوة التي تحمي عالم الديجيتال لأجل إصلاح تشويه العالم الرقمي، وذلك عن طريق طاقات القلائد، ونتيجةً لذلك فإن أبطال الديجيتال فقدوا القدرة على التطوّر إلى المُستوى المثالي.

### مُسلسل: أبطال الديجيتال الجُزء الثاني (2002)
في أبريل 2002 يكون تايتشي في مدرسته السابقة ويسمع نداء استغاثة من أقومون من العالم الرقمي، يذهب إلى هُناك رقمة عدد من الأولاد منهم دايسكي (سليم)، يُحاصرهم إحدى الوحوش التابعة للإمبراطور في كهف قريب، يجد بداخل هذا الكهف بيضةً رقميّة، عجز عن حملها، وفي النهاية استطاع دايسكي أن يحملها، ويكون أحد أبطال الديجيتال الجُدد، وعندها فهم تايتشي أن هُناك أبطالاً جُدد، وأن الشر عاد إلى العالم الرقميّ، ويُساهمهم في بعض الأحيان من قتال الأشرار.

### ما بين 2002 ومارس 2003
وفي الصيف من عام 2002 يُختطف تايتشي رفقة الأولاد من أبطال السلسلة الأولى باستثناء تاكيرو وهيكاري في مجالٍ غريب قبل أن يتم تحريرهم من قِبل تاكيرو وهيكاري.

### فيلم: ديجيمون أدفنتشر 2 «الإنتقام من دايبرومون» (2003)
في مارس 2003 يعود الفيروس السابق ليُهدد شبكة أودايبا الذي ظهر في مارس 2000 قبل ثلاثة سنوات، يتقاتل تايتشي رفقة ياماتو في داخل الحاسوب، ويستطيعان القضاء عليه في النهايّة.

### مُسلسل: ديجيمون أدفنتشر تراي (2005)

تايتشي عام 2005.

في عام 2005 تايتشي أصبح في الثانوية العامة وكان في أحد الأيام يستعد لخوض مباراة كُرة القدم مع أصدقائه. في يوم المباراة ظهر كواجامون (المقص) فجأة، وهو أول وحش رقميّ واجهه الأبطال في 1999، مما أثر على الأجهزة الإلكترونية في جميع أنحاء أودايبا. بدأ كواجامون هجومه على تايتشي، مما تسبب في أضرار للمدينة إبان هذا الهجوم. وعندما حُوصر تايتشي انطلقت أشعةٌ قادمة من جهاز الديجيتال ويظهر أقومون بشكلٍ مُفاجئ وهو مٌرافق تايتشي، الذي تطوّر إلى قريمون (صنديد) لمواجهة كواجامون. وأثناء القتال فُتح ممر غريب سحب الوحشيّن إلى مطار هانيدا، ذهب تايتشي إلى ذلك المكان برفقة أستاذه دايجو نيشيجيما. وصل تايتشي إلى المطار ليجد أيضاً بقيّة الأولاد باستثناء جو (زين)، وبعد ظهور الأبطال ومٌرافقيهم ظهر وحشان آخريّن وهم نُسخة أصليّة من كواجامون، استطاعوا الأولاد هزيمة إثنين منهم فيما اختفى الثالث في ظرف غريب، وفي وقت لاحق يتقاتل تايتشي رفقة ياماتو باستدعائهما ألفمون، ليُقاتل وحشاً ظهر كان قد استهدف أحد المُرافقين لفتاة جديدة ضُمّت إلى أبطال الديجيتال. ثم تتوالى الأحداث ليواجهون إنسان بشرياً يُعتقد بأنه كين (يزن) الذي عاد إلى شخصية الإمبراطور، ويقوم بخطف ميكومون مرافق مييكو، والذي تم استعادته في النهاية.

### 2027
في عام 2027 وبعد مرور 28 عاماً على أحداث المغامرة الأولى يُصبح تايتشي متزوج وأباً لطفل صغير، ويُصبح دبلوماسي تابع للأمم المُتحدة تابع للعالم الرقميّ.

## عائلته وأقربائه
| أقرباء تايتشي | أقرباء تايتشي | أقرباء تايتشي                                                                                      | أقرباء تايتشي                        | أقرباء تايتشي |
| الاسم         | الصورة        | تعريف                                                                                              | الظهور                               |               |
| ------------- | ------------- | -------------------------------------------------------------------------------------------------- | ------------------------------------ | ------------- |
| هيكاري        |               | هي الأخت الصُغرى لتايتشي، تصغره بثلاثة أعوام، وهي أحد أبطال الديجيتال في الجُزء الأول والجُزء الثاني. | - الجزء الأول - الجزء الثاني         |               |
| ساسومو        |               | هو والد تايتشي، وهو رجل أعمال. يُحب مشاهدة الأفلام والمرح مثل أبنائه.                               | - الجزء الأول - الجزء الثاني         |               |
| يووكو         |               | هي والدة تايتشي، وهي ربّة منزل. خبيرةٌ بالطبخ وكانت تتفرغ لتربيّة أبنائها وخدمة بيتها.                | - الجزء الأول - الجزء الثاني         |               |
| لم يُذكر       |               | هو جد تايتشي، توفي بسبب المرض، كان تايتشي يعتبره مثل صديقه، وهو والد والده.                        | - ديجيمون أدفنتشر في تيمر 01 (مانغا) |               |
| لم يُذكر       |               | هو ابن تايتشي، وتعتبر هيكاري عمته، لديه مرافق رقمي مثل والده.                                      | - الجزء الثاني                       |               |

## مرافقه
| الاسم        | نوع التطور | المستوى       | معلومات | الصورة |
| ------------ | ---------- | ------------- | --- | ------ |
| بوتامون      | تكوين      | جنين          | هو مخلوقٌ وحلي، ذو فراءٍ أسود، وعيونٌ صفراء، وله آذانٌ صغيرة. |        |
| كورومون      | إرتقاء     | رضيع          | هو مخلوقٌ صغير وردي اللون، له آذان طويلة وأنياب بارزة، يُخرج فقاعاتٍ لترهيب أعدائه، ولديه القُدرة على القفز وتسلق الأماكن العالية. |        |
| أقومون       | إرتقاء     | طفل           | هو ديناصور رقميّ، لونه أصفر وله أنيابٌ حادّة، يمتاز بهجوم كرة اللهب على أعدائه، له صفاتٌ خاصّة تُشابه صفات شريكه مثل الشجاعة والتهور الطائش والمرح. |        |
| قريمون       | إرتقاء     | بالغ          | هو ديناصورٌ برتقالي عملاق، على الرُغم من أنه لونه برتقالي إلا أن اسمه في الإصدار الياباني مُشتق من اللون الرصاصي "Grey"، يملك هيكلاً صلباً يُحيط بجمجمته تمنحه قروناً حادة مُتماسكة وصلابة في الالتحامات، لديه خشونة كبيرة في المعارك، من عيوبه أنه ثقيل الجسم مما يُفقده المرونة وانسيابية الحركة، يُخرج قذائف لهبية على أعدائه. |        |
| سكيل قريمون  | إرتقاء     | مثالي         | لا يُعتبر مُرافقاً لكنه ينتج عن طريق استخدام خاطئ للجهاز، هو وحش عظمي ضخم وقوي جداً، لا يُفرق بين صديق ولا عدو ويحطم كل شيءٍ أمامه، تكون مدة وجوده مؤقتة فقط قبل أن يعود إلى المستوى الأول، يملك هيكلاً قوياً وقاذفة صواريخ خل ظهره.                                                                                            |        |
| ميتال قريمون | إرتقاء     | مثالي         | يُضاف الدرع في المُستوى المثالي، فيُمنح مميزات كثيرة، منها تكوين صلابة أكثر في هيكل الجُمجمة، وهجماتٍ إضافية بواسطة اليد الهيكليةّ، وقاذفات الصواريخ التي في صدره، كما يُضاف له جناحان يُساعده في الطيران. |        |
| وار قريمون   | إرتقاء     | أقصى          | يملك سرعةً خاطفة وانسيابية في الحركة أكثر من المستويات السابقة، يُحيطه كافة جسمه دروعاً متعددة الاستخدامات، من أسلحته كرة اللهب العملاقة التي تُعد أكبر أسلحته، وله القدرة على الهجوم بدوران جسمه كالإعصار، والمباغتة بمخالبه بسرعة خاطفة.                                                                                  |        |
| أوميقامون    | اتحاد      | أقصى (إندماج) | يتشكل نتيجة اتحاد وار قريمون وميتال قارورومون (جلمود وسمهر) ذراعه الأيسر يحمل درع وار قريمون، والأيمن يحمل درع ميتال قارورومون. |        |

## روابط خارجية
- تايتشي على موقع ميوزك برينز (الإنجليزية)